# Grues (Vendée)
Grues település Franciaországban, Vendée megyében. Lakosainak száma 910 fő (2022. január 1.). Grues Angles, Saint-Benoist-sur-Mer, Saint-Denis-du-Payré, Saint-Michel-en-l’Herm, La Tranche-sur-Mer és L’Aiguillon-la-Presqu’île községekkel határos.

## Népesség
A település népességének változása:
| Lakosok száma | 834  | 838  | 855  | 851  | 873  | 895  | 897  | 900  | 910  |
|               | 2013 | 2015 | 2016 | 2017 | 2018 | 2019 | 2020 | 2021 | 2022 |